# Codex Telleriano-Remensis
Il Codice Telleriano-Remensis, o Codex Telleriano-Remensis, è uno dei migliori esempi sopravvissuti di manoscritti in disegni aztechi, è stato scritto nel Messico del XVI secolo e stampato su carta europea. Il suo nome latinizzato deriva da Charles-Maurice Le Tellier, arcivescovo di Reims, il quale entrò in possesso del manoscritto alla fine del XVII secolo.
Il codice è esposto al pubblico presso la Biblioteca nazionale di Francia di Parigi.

## Contenuto
Il Codex Telleriano-Remensis è diviso in tre sezioni. La prima, che occupa le prime sette pagine, descrive il calendario solare di 365 giorni, chiamato xiuhpohualli. La seconda parte, che va da pagina 8 a pagina 24, è un tonalamatl che descrive il calendario tonalpohualli di 260 giorni. La terza ed ultima parte è una storia, divisa anch'essa in due parti che differiscono dal punto di vista stilistico. Le pagine 25-28 sono un racconto della migrazione avvenuta nei secoli XII-XIII, mentre il resto del codice registra eventi storici, quali l'ascesa e la morte dei re, le battaglie, terremoti ed eclissi, dal XIV al XVI secolo, compresi i primi accadimenti del Vicereame della Nuova Spagna.

## Riproduzioni
Nel 1995, una riproduzione del Codex Telleriano-Remensis tratta dai microfilm fu pubblicata dalla University of Texas at Austin, con il commento di Eloise Quiñones Keber. Durante il processo di fotografie e ricostruzione del manoscritto per questa pubblicazione, due pagine sono state inavvertitamente scambiate. Si tratta della pagina 13, con Tecciztecatl sul recto e Nahui Ehecatl sul verso, e la pagina 19, con Tamoanchan sul recto e Codex Xolotl sul verso.